# Lebed (Fluss)
Die Lebed (russisch Лебедь, wörtlich „Schwan“, russisch fem.) ist ein rechter Nebenfluss der Bija im russischen Föderationskreis Sibirien. 
Der Fluss entspringt im Abakangebirge im Osten der Republik Altai unweit der Grenze zu Chakassien, die von der Kammlinie des Gebirges markiert wird, und mündet wenig unterhalb des Dorfes Turotschak in die Bija. Die Lebed ist 175 km lang und hat ein Einzugsgebiet von 4500 km².